# Darien (wieś)
Darien – wieś w Stanach Zjednoczonych, w stanie Wisconsin, w hrabstwie Walworth.